# Talk That (Secret)
Talk That è il secondo singolo digitale del gruppo musicale sudcoreano Secret, pubblicato nel 2012 dall'etichetta discografica TS Entertainment.

## Il disco
Dopo le promozioni per Poison a ottobre, la TS Entertainment rivelò che le Secret avrebbero fatto una breve pausa per potersi preparare alla pubblicazione di un singolo digitale nel mese di dicembre 2012. Il 26 novembre venne pubblicata la foto di Jieun per il singolo, intitolato Talk That. Il brano in esso contenuto venne scritto da Shinsadong Tiger, che lavorò già per il gruppo con "Magic". Il 27 e 28 novembre furono pubblicate, rispettivamente, le foto di Hyoseong e Zinger, mentre il 29 la TS Entertainment diffuse il teaser del video musicale di Talk That. Fu pubblicata, infine, una foto di gruppo. Il singolo uscì il 4 dicembre 2012, insieme al video musicale della title track: fu rivelato riguardo al video musicale che per girarlo ci vollero cinque giorni e quattro notti con temperature molto basse all'esterno. Il brano Talk That fu utilizzato come traccia promozionale nelle loro performance nei programmi M! Countdown, Music Bank, Show! Music Core e Inkigayo.
Talk That ricevette in generale recensioni positive da parte della critica, la maggior parte delle quali lodò la canzone per il suo stile musicale maturo e il tema affrontato in contrasto con i loro precedenti singoli.

## Tracce
1. Talk That – 3:37 (Shinsadong Tiger)

## Formazione
- Hyoseong – voce
- Zinger – voce
- Jieun – voce
- Sunhwa – voce